# Giuseppe Andrea Zuliani
Pour les articles homonymes, voir Zuliani.
Giuseppe Andrea Zuliani est un juriste et un écrivain italien de la fin du XVIIIe et du début du XIXe siècle.

## Biographie
Frère de Francesco Zuliani, Giuseppe Andrea Zuliani enseigne la jurisprudence au lycée de Brescia en 1814.
La première traduction italienne des Œuvres complètes du chancelier d'Aguesseau (1668-1751) est due à Giuseppe Andrea Zuliani.

## Œuvres
On lui doit : 
- une traduction  des Œuvres complètes du chancelier d'Aguesseau, Venise, 1789, 6 vol. in-8 ;
- la révision d'une traduction des Lois civiles du célèbre jurisconsulte français Jean Domat (1625-1696), Venise, 1793, 9 vol. in-8° ;
- Lettre aux peuples libres de l'État de Venise, Milan, 1797, in-12.

## Sources
- « Giuseppe Andrea Zuliani », dans Louis-Gabriel Michaud, Biographie universelle ancienne et moderne : histoire par ordre alphabétique de la vie publique et privée de tous les hommes avec la collaboration de plus de 300 savants et littérateurs français ou étrangers, 2e édition, 1843-1865 [détail de l’édition]